# 피터 토크

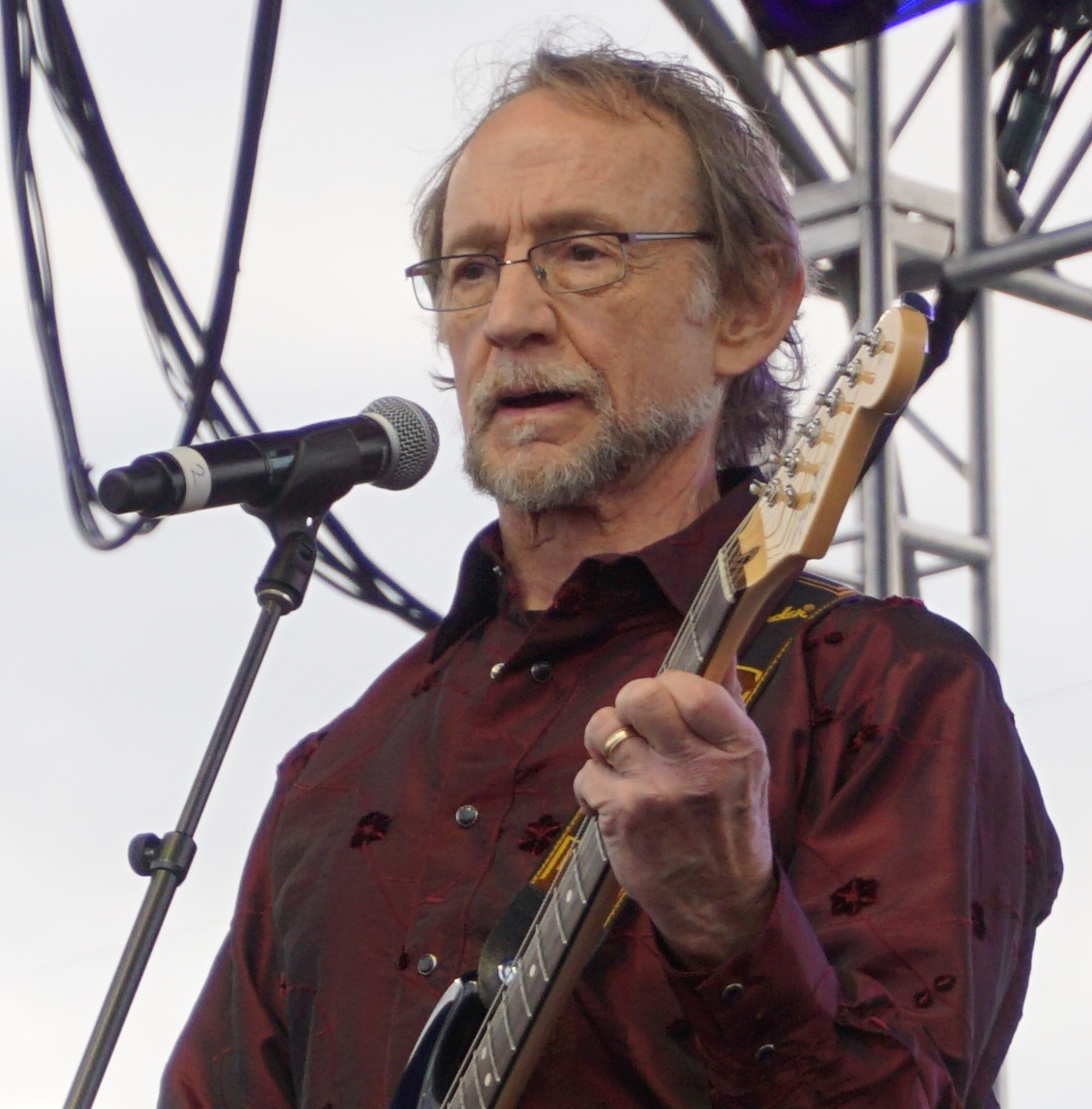

피터 토크(Peter Halsten Thorkelson, 1942년 2월 13일 ~ 2019년 2월 21일)는 미국의 음악가, 작곡가 겸 작사가, 피아노 연주자, 텔레비전 배우, 기타 연주자, 영화배우, 각본가, 가수, 싱어송라이터, 영화 프로듀서이다.
워싱턴 D.C.에서 태어났으며 맨스필드에서 사망하였다.

## 영화
- 제7의 천국 (1996년)
- 브래디 펀치 (1995년) - 본인 역
- 헤드 (1968년) - 피터 역